# Julia Bonk

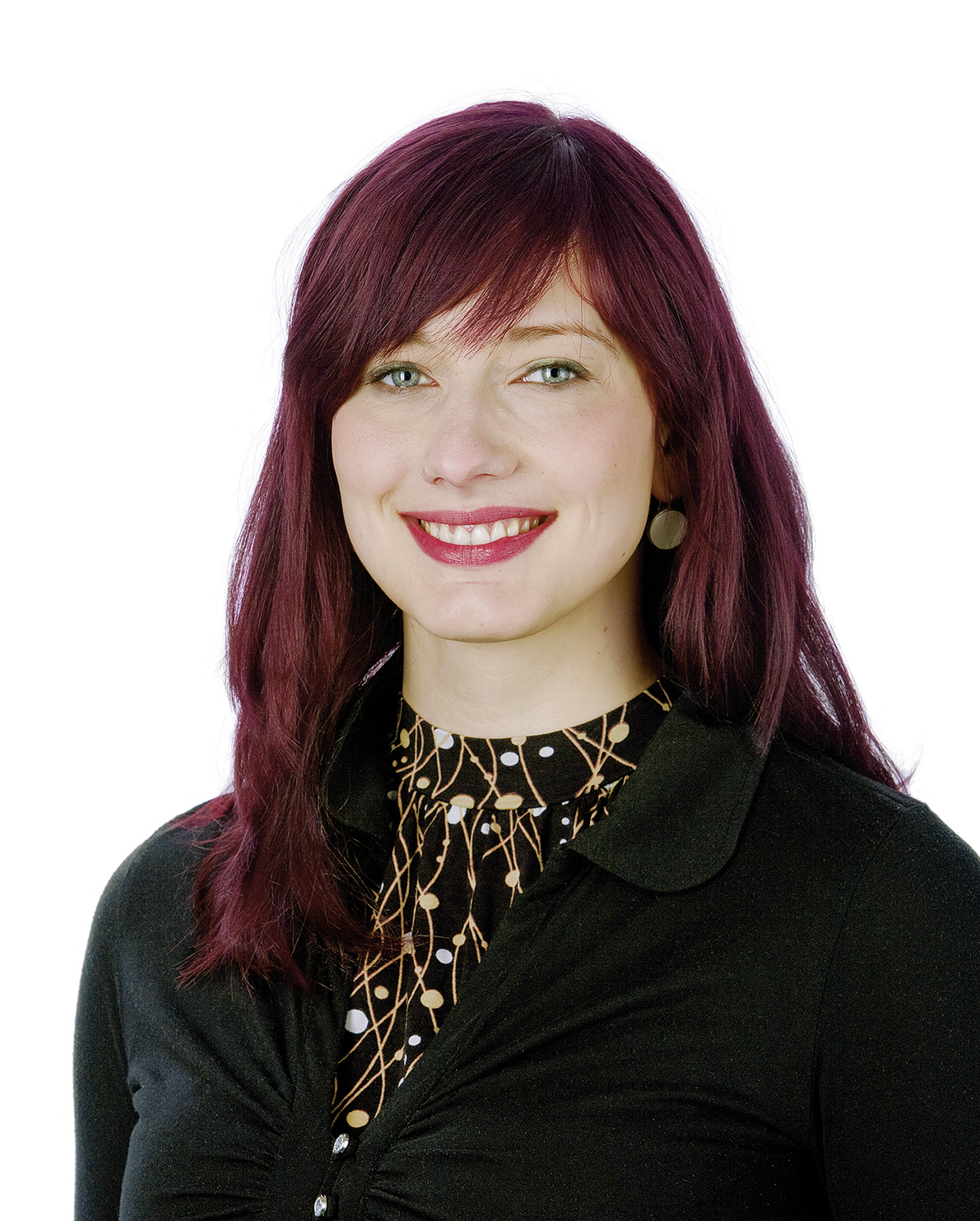
Julia Bonk, 2009

Julia Anastasia Bonk (* 29. April 1986 in Burg bei Magdeburg) ist eine deutsche Politikerin (Die Linke). Sie war von 2004 bis 2014 Mitglied des Sächsischen Landtags und von Juni 2012 bis 2014 Mitglied des Parteivorstands der Partei Die Linke.

## Leben
Mit 14 Jahren arbeitete Bonk im Stadtschülerrat Dresden und wurde als stellvertretende Landesschülersprecherin gewählt. Sie übernahm für kurze Zeit den Vorstandsposten, konnte ihn bei der ersten Wahl aber nicht halten. Zwei Jahre später wurde Bonk ohne Gegenkandidatur in das Amt gewählt.
Im Sommer 2004 legte sie am Romain-Rolland-Gymnasium Dresden ihr bilinguales Abitur ab und studierte von Oktober 2004 bis Juli 2011 Politik- und Geschichtswissenschaften an der Technischen Universität Dresden; sie schloss das Studium mit dem akademischen Grad Magistra Artium ab. Anfang 2017 erschien unter dem Titel Sagen was ist ein Buch von Bonk mit biografischem und programmatischem Inhalt als Eigenveröffentlichung. 2018 wurde Bonk von der Universität Erfurt zur Doktorin der Sozialwissenschaft (Dr. rer. pol.) mit einer Arbeit unter dem Titel Warum wählen sie nicht? Von der Entwicklung des globalen politischen Imaginären promoviert.

## Politik
Julia Bonk zog bei der Wahl 2004 über die Liste der PDS in den Landtag ein und wurde als damals jüngste Landtagsabgeordnete Deutschlands bekannt. Die Badische Zeitung zählte, dass 87 Presseerzeugnisse international daraufhin ihr Foto druckten. Im Jahr 2006 trat Bonk in die PDS ein.
Während der 4. Wahlperiode des Sächsischen Landtags (2004–2009) war Bonk Mitglied und stellvertretende Vorsitzende im Ausschuss für Schule und Sport sowie Mitglied im Ausschuss für Wissenschaft und Hochschule, Kultur und Medien. In der 5. Wahlperiode (2009–2014) war sie Mitglied im Verfassungs-, Rechts- und Europaausschuss.
Aufgrund von Drohungen von Rechtsradikalen gegen die Politikerin nahm die Dresdner Polizei 2008 eine Gefährdungseinschätzung vor.
Bis 2009 hinaus bekleidete sie, als eine von zehn Personen, das Amt als Bundessprecherin des Jugendverbandes Linksjugend solid. Gemeinsam mit Christoph Spehr war sie Bundessprecherin der Parteiströmung Emanzipatorische Linke.
Wegen einer Erkrankung blieb Bonk von Sommer 2013 bis Frühjahr 2014 dem Landtag fern. Zur Landtagswahl in Sachsen 2014 trat sie nicht mehr an.
2022 kandidierte Bonk erfolglos als Co-Parteivorsitzende der Linkspartei und erhielt 2,5 Prozent der Stimmen.

## Kontroversen

### Forderung nach Drogenfreigabe ab 14 Jahren
2004 geriet Julia Bonk zum ersten Mal bundesweit in die Schlagzeilen, als sie die Freigabe von illegalen Drogen ab einer gestaffelten Altersuntergrenze von 14 Jahren verlangte. Sie forderte die Freigabe von Cannabis und Heroin. Über Heroin behauptete sie in einem Interview: „Heroin macht in reiner Form nicht abhängig, nur wenn es gemischt wird“. In diesem Zusammenhang gab sie an, selbst Drogen konsumiert zu haben. Der PDS-Fraktionschef im sächsischen Landtag, Peter Porsch, entgegnete,  Bonk sei mit ihrer Forderung über das Ziel hinausgeschossen.

### Fahnenumtauschaktion zur Fußball-WM 2006
Während der Fußball-Weltmeisterschaft 2006 rief Bonk mit der Jungen Linken.PDS Sachsen dazu auf, drei Deutschlandfahnen gegen ein PDS-Hemd mit der Aufschrift „Nazis raus aus den Köpfen“ und eine DVD in Büros der Partei einzutauschen. Das Angebot wurde damit begründet, dass im Hinblick auf die nationalsozialistischen Verbrechen die deutsche Fahne niemals nur ein Fußballwimpel sein könne. Von ihren Parteikollegen aus der PDS gab es dafür scharfe Kritik. So verwies der Fraktionsvorsitzende darauf, dass die Nationalsozialisten nie Schwarz-Rot-Gold verwendet hätten. Weitere Parteikollegen bezeichneten sie als „ungebildet“ und „geschichtsblind“.
Der Vorsitzende der CDU-Landtagsfraktion, Fritz Hähle, bemerkte gegenüber der FAZ, wer dazu aufrufe, Deutschlandflaggen gegen linksextremistisches Propagandamaterial zu tauschen, mache seine verfassungsfeindliche Gesinnung deutlich. Der CDU-Abgeordnete Günther Schneider forderte die Staatsanwaltschaft auf, die Einleitung eines Ermittlungsverfahrens gegen Bonk wegen Herabwürdigung nationaler Symbole zu prüfen.

## Schriften
- Sagen was ist: Vom Zwinkern und Antworten. Books on Demand; 17. Januar 2017, ISBN 978-3-7431-7855-7